# Botataung pagoda
A Botataung Kyaik De Att pagoda (burmaiul: ဗိုလ်တထောင် ကျိုက် ဒေး အပ် ဆံတော်ရှင် စေတီတော် [bòtətʰàʊɰ̃ pʰəjá]; szintén előfordul Botahtaung formában; szó szerinti jelentése 1000 katonatiszt) egy híres pagoda, amely a mianmari Rangun belvárosában, a Rangun-folyó közelében található. A pagodát először a mon nép építette nagyjából ugyanabban az időben, mint amikor híres társa, a Svedagon pagoda épült, ami a helyi hagyományok szerint több mint 2500 évvel ezelőtt történt, és mon nyelven Kyaik-de-att néven ismert. A pagoda belseje üreges, és az ott őrzött ereklyéről azt tartják, hogy az Buddha szent hajszálait tartalmazza.
Az ősi épületegyüttes a második világháború során teljesen elpusztult, Burma függetlenné válása után az eredetivel megegyező módon újjáépítették.

## Története

### Az eredeti szentély
A burmai hagyomány szerint egykor ezen a helyen egy domboldalon állították fel a király ezer katonatisztjét díszőrségként, hogy így üdvözöljék több mint kétezer évvel ezelőtt az Indiából hozott Buddha ereklyéket. A pagoda építésének ősi történeteiből származó beszámoló szerint Sihadipa buddhista király Buddha néhány hajszálát és két test ereklyéjét adományozta oda az egyik miniszterének, hogy ezzel jutalmazza annak jóságát és hitét. A miniszter konzultált egy híres vallási vezetővel, és annak tanácsára a Rangun-folyó partján álló mai Botataung-hegyet választotta ezer tar (7000 könyök) távolságra a Svedagon pagodától délkeleti irányba, és ott helyezte el a szent ereklyéket.

### Második világháborús pusztítások
A pagoda a második világháború során teljesen megsemmisült, amikor 1943. november 8-án a közeli ranguni rakpartokat bombázó Brit Királyi Légierő (RAF) a pagodát is eltalálta. Az épületegyüttes több éven át megfeketedett romokként meredezett.

### Újjáépítés és a szenzációs leletek
A pagoda újjáépítése ugyanazon a napon kezdődött meg, amelyiken az ország függetlenné vált az Egyesült Királyságtól: 1948. január 4-én. Az ásatási munkálatok során egy ereklyekamrát fedeztek fel. A 20 x 20 méter alapterületű és 6 magasságú kamra a teteje felé fokozatosan szűkül, és olyan alakja van, mint egy hatalmas fejre állított fazéknak, amivel el akarnának rejteni valamit.
Ennek a kincseskamrának a közepén felfedeztek egy csodálatos pagoda alakú kőládát, amelynek átmérője 57,5 cm, és 97,5 cm magasságú. Ezt a kőládát lateritból faragott nat figurák vették körül, amelyek nyilvánvalóan jelképes őrszemként funkcionáltak. A láda iszapba merült, amikor a boltozatba a sok évszázad alatt víz folyt be, és elárasztotta a helyiséget. Ebben a pagoda alakú kőládában és az ereklyekamrában különféle kincseket találtak: drágaköveket, dísztárgyakat, ékszereket, terrakotta táblákat és arany, ezüst, sárgaréz és kő képeket. Ezeknek a leleteknek a teljes száma az ereklyekamrán belülről és anélkül összegyűjtött darabokkal együtt hétszáz volt. A terrakotta táblák, amelyek közül néhány ki is lett állítva, buddhista jeleneteket ábrázolnak.
A láda fedelének az eltávolításakor egy másik hasonló alakú, de ragyogó színarany bevonattal rendelkező ládát találtak, és ez inkább egy pagoda alakú volt, míg a kitűnő kivitelezése és ragyogása mély vallásosságról és kitűnő szakmai tudásról árulkodott. Némi iszap még ide is behatolt, és a talapzat oldalait beborította, ám amikor megmosták, az alap körül további drágaköveket, aranyat és ékszereket találtak. Ezt a második fedelet is eltávolították, és legbelül egy apró színarany pagodát találtak, amely egy ezüst tálcán vagy talapzaton állt, és ezen arany pagoda mellett egy rendkívül ősi, 11,25 cm-es faragott kőkép volt látható.
Amikor az arany pagodát is felnyitották, egy apró, 19 mm hosszúságú arany hengert találtak abban , amelynek átmérője 11 mm volt.Ebből az apró hengerből két apró emberi darabka került elő, mindegyik akkora, mint egy mustármag, és amelyről úgy hiszik, hogy Buddha szent haja. Ez a haj körbe volt tekerve, némi lakkal volt rögzítve, azon pedig aranyozás nyoma volt felfedezhető.

## Elrendezése
Az új pagoda az eredeti kialakítását követi, mintegy 2,6 hektáron terül el közvetlenül a Rangun-folyó partján. Központi sztúpájának magassága 40,13 m, alapja 29-szer 29 m. A legfőbb nevezetessége a sztúpa üreges belseje, amelyben tükrös labirintusszerű folyosók helyezkednek el. A járatokat oldalt üveg vitrinek szegélyezik, amelyek számos ősi ereklyét és műtárgyat tartalmaznak, amelyeket korábban még az eredeti pagoda belsejében őriztek.

## Galéria

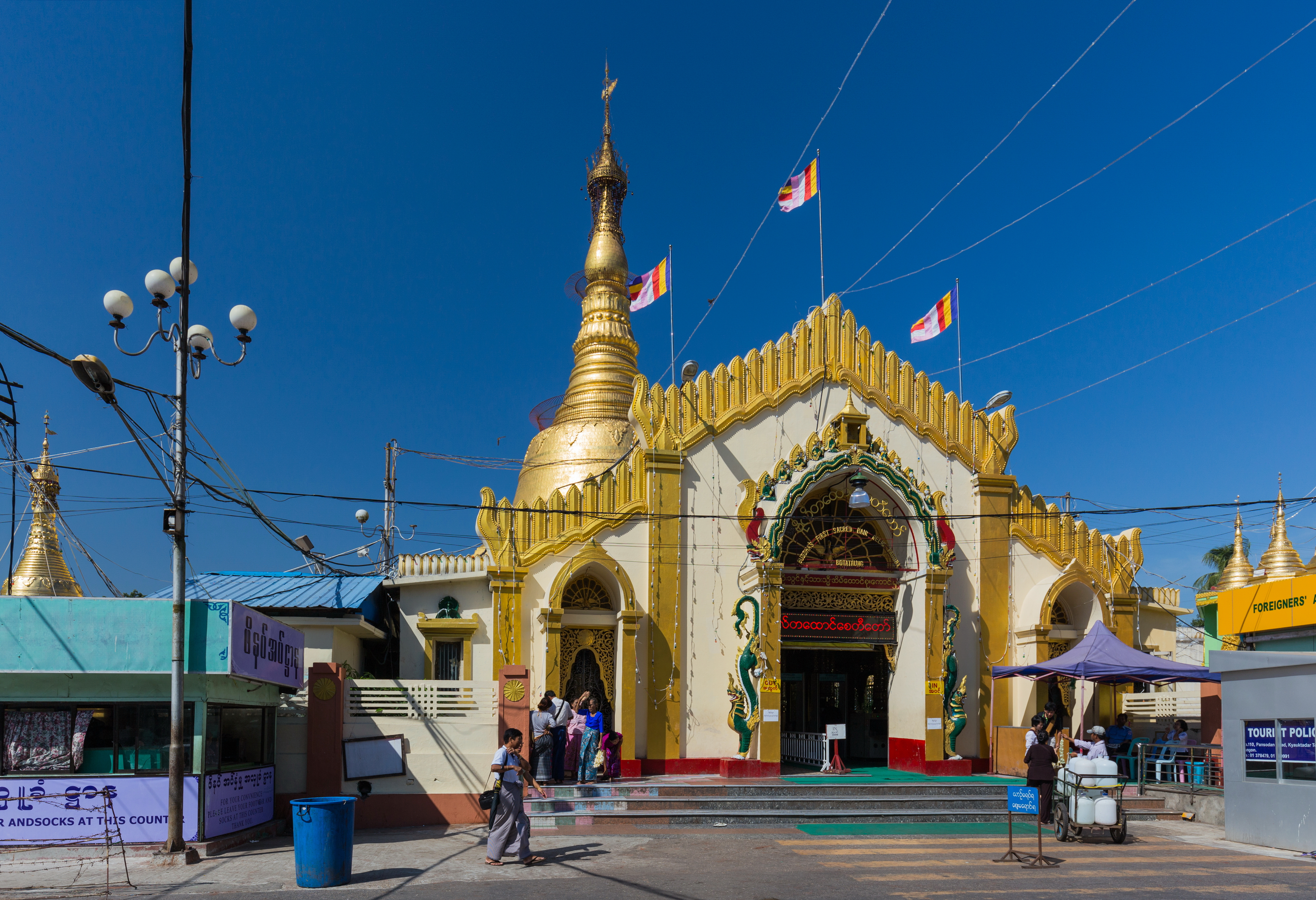
A pagoda bejárata
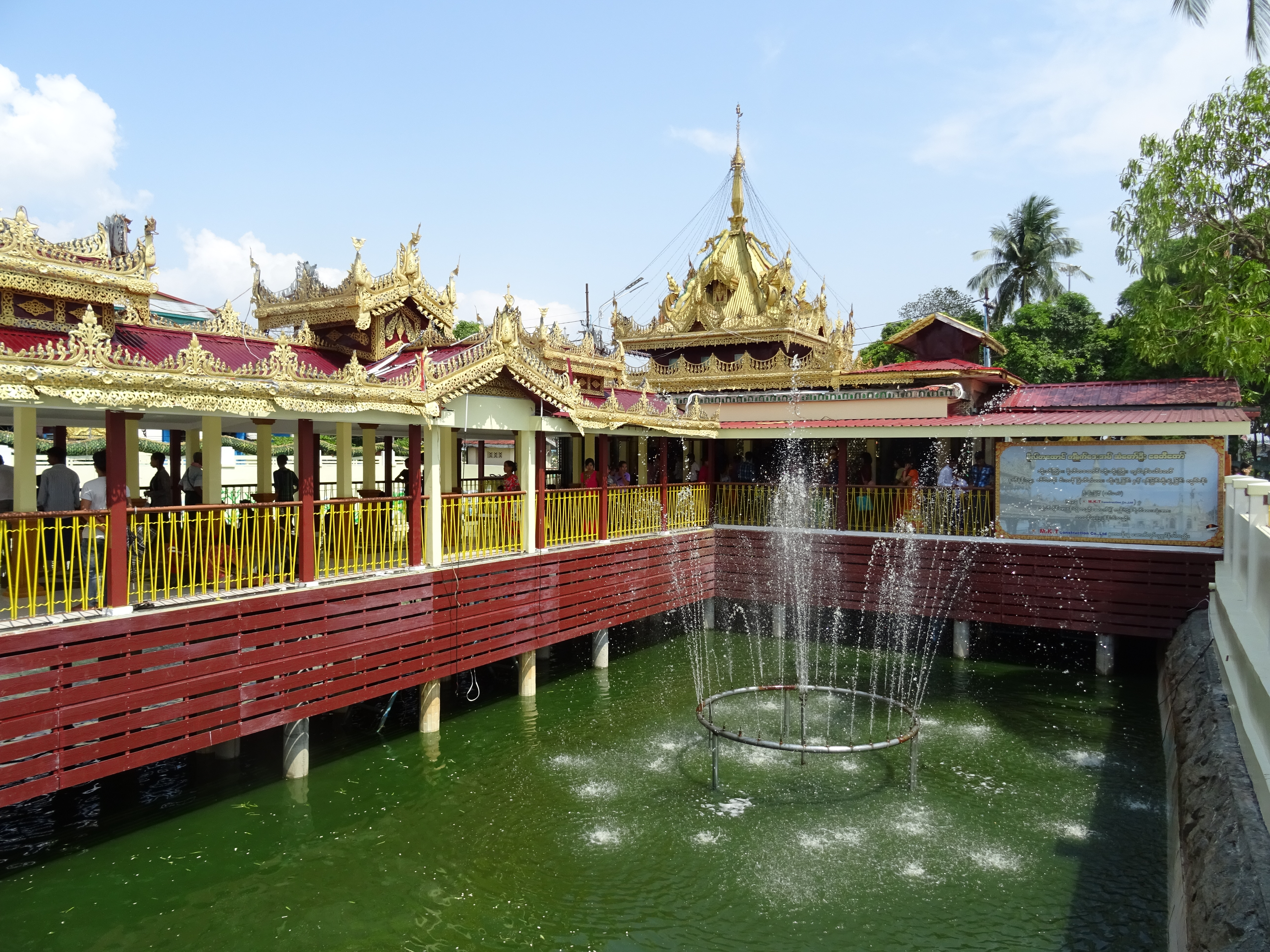
Szökőkút a pagoda udvarán
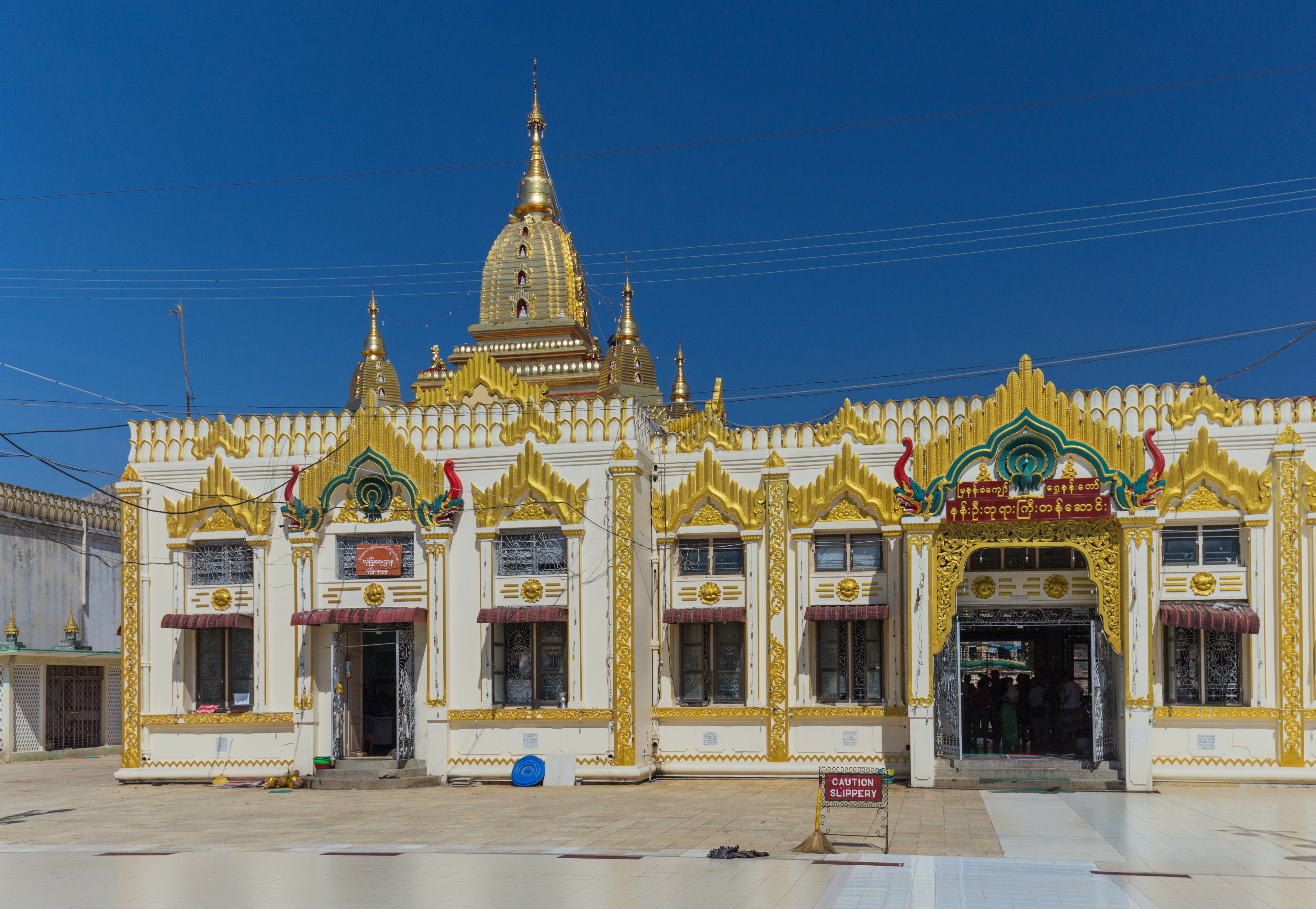
Épület a belső udvaron
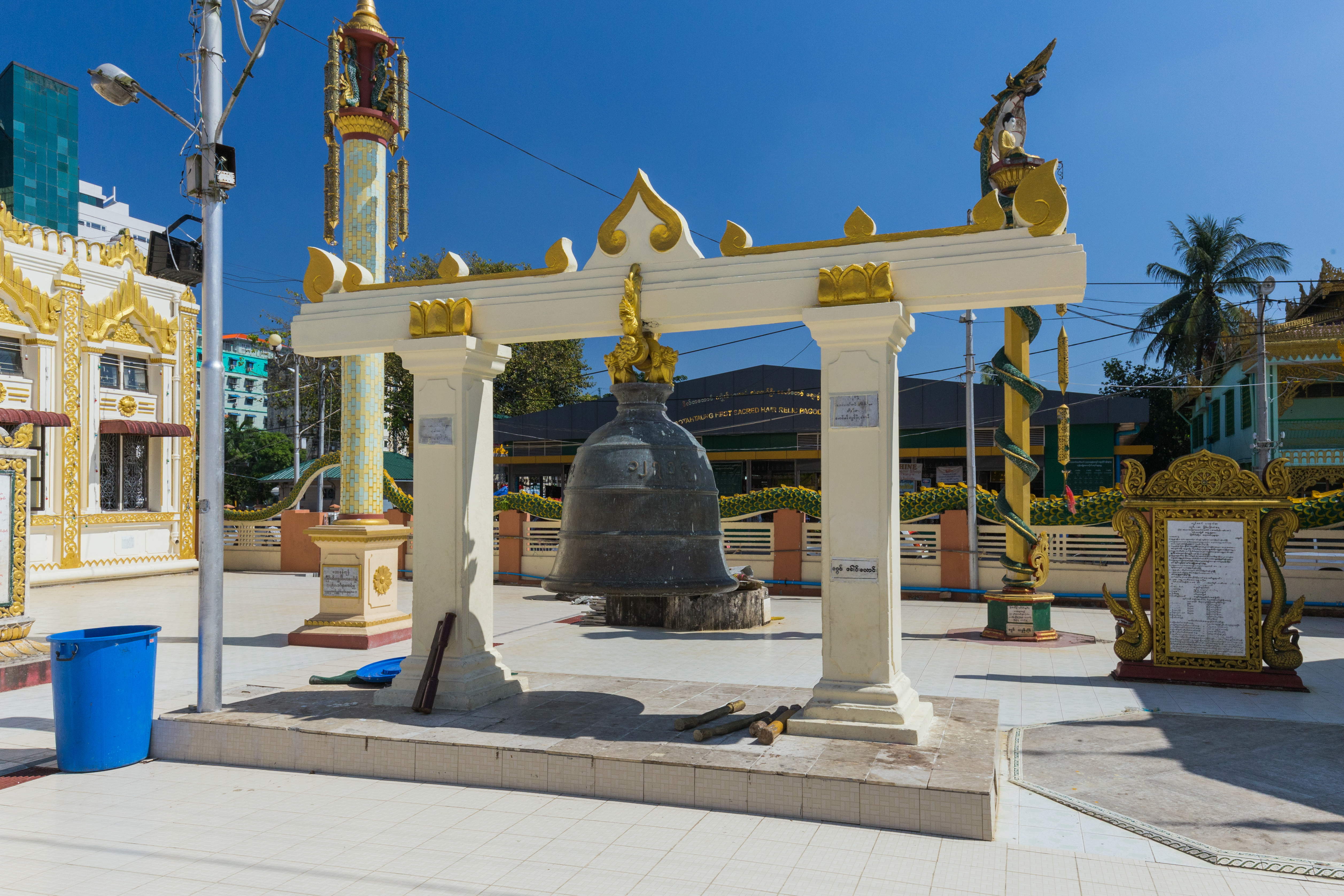
Hagyományos buddhista harang
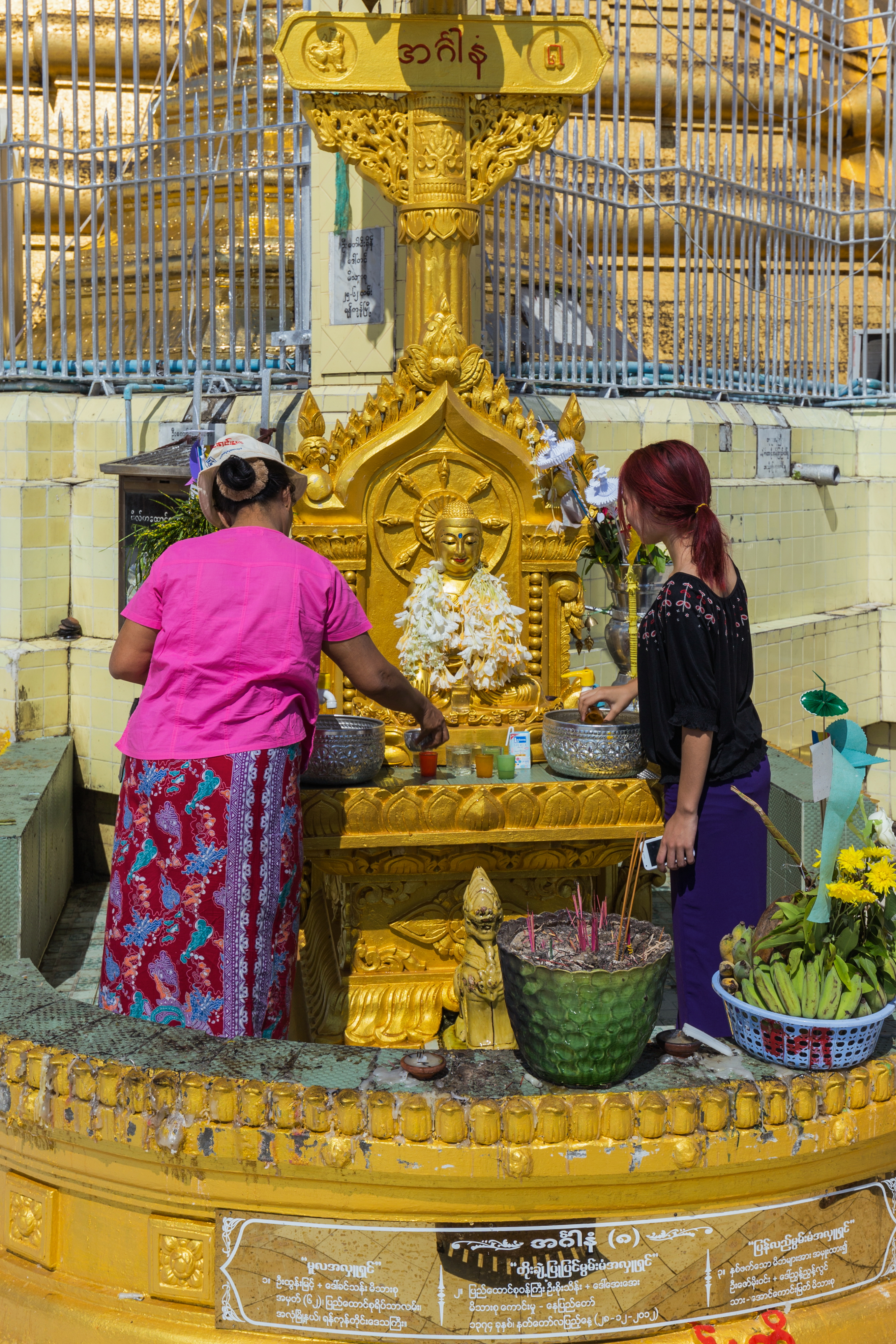
Hívek Buddha szobrát mossák
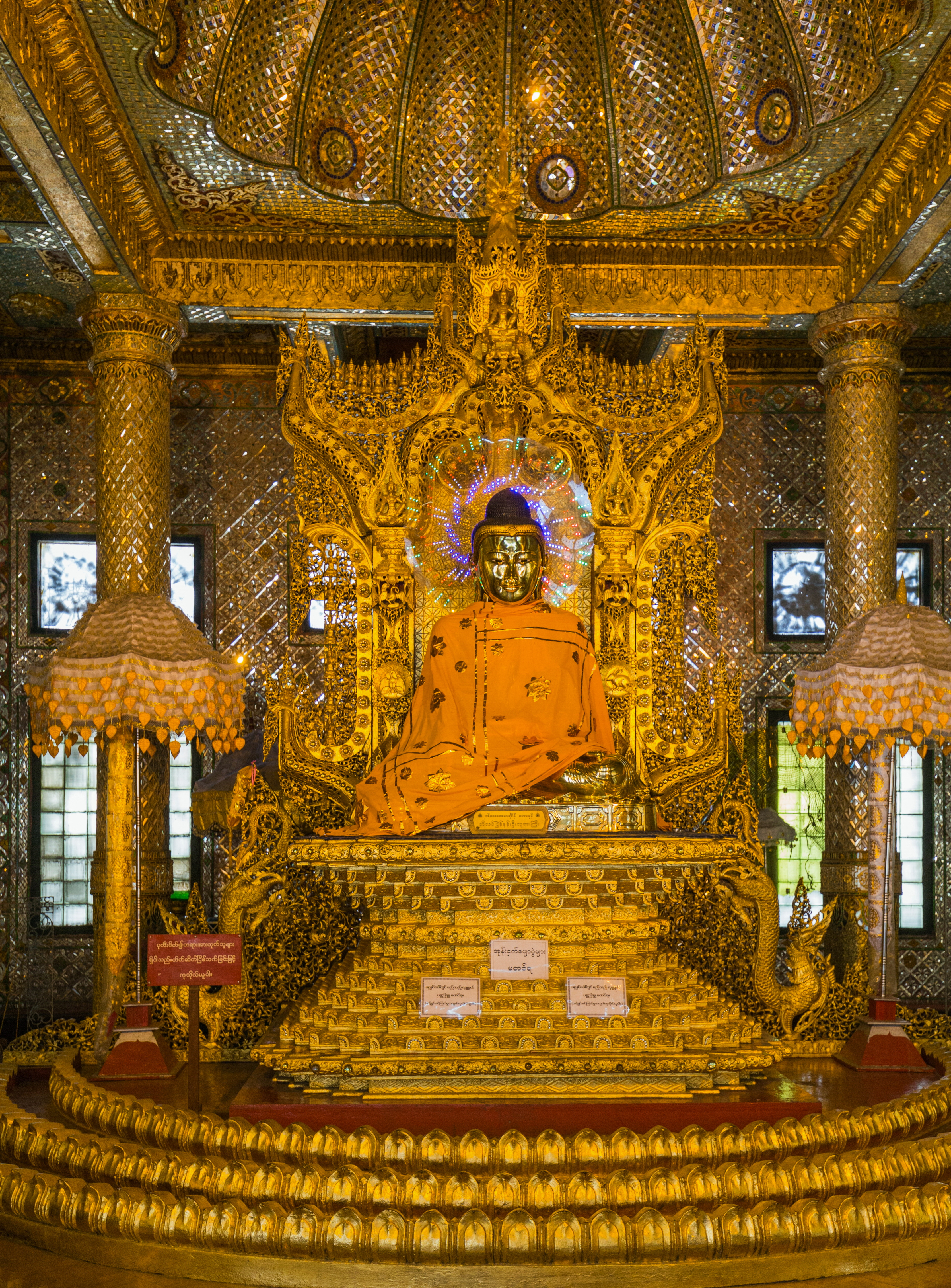
Gazdagon díszített Buddha-szobor
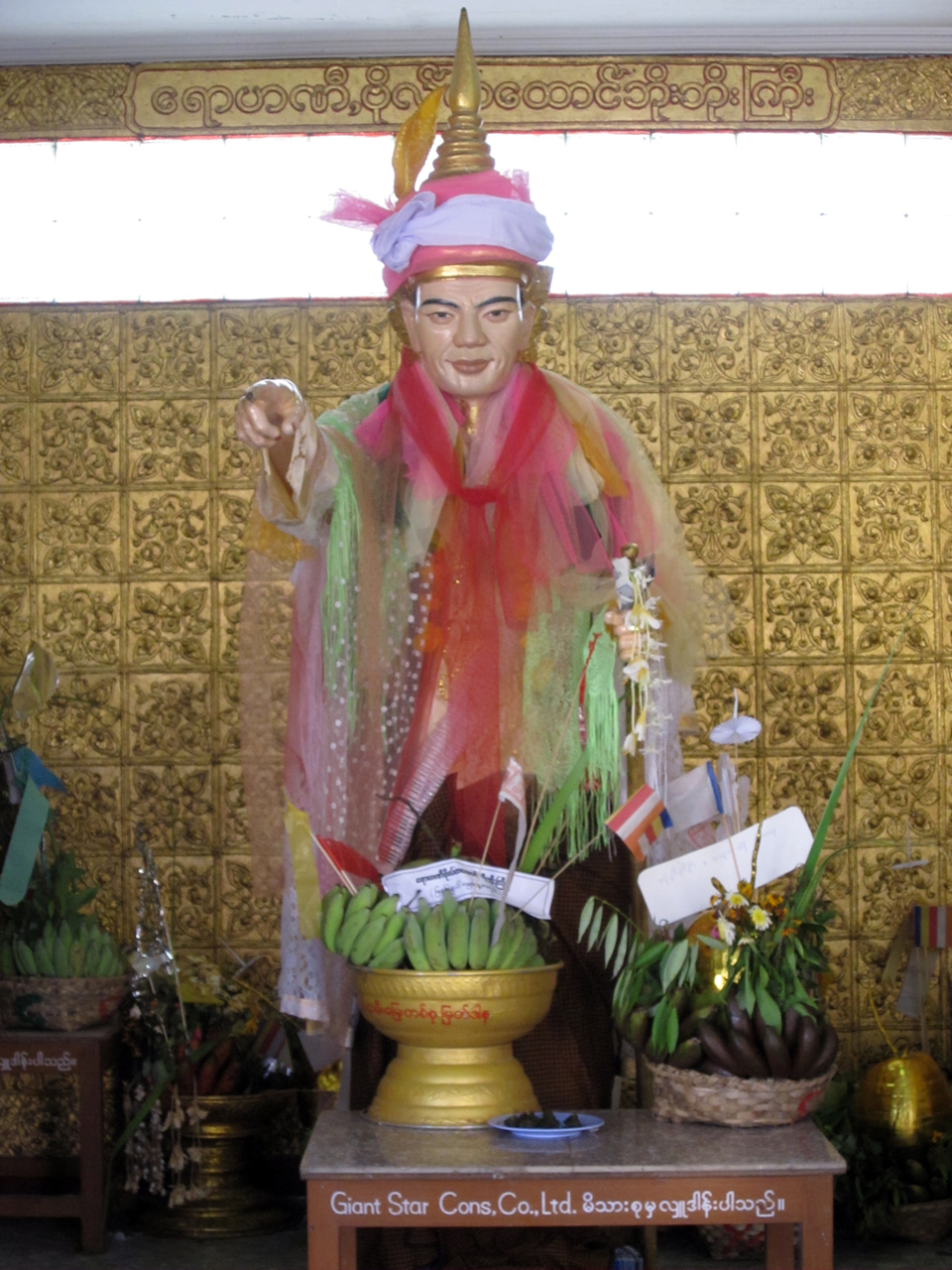
Bo Bo Gyi szobra, aki a legenda szerint a szentélyt védelmező szellem
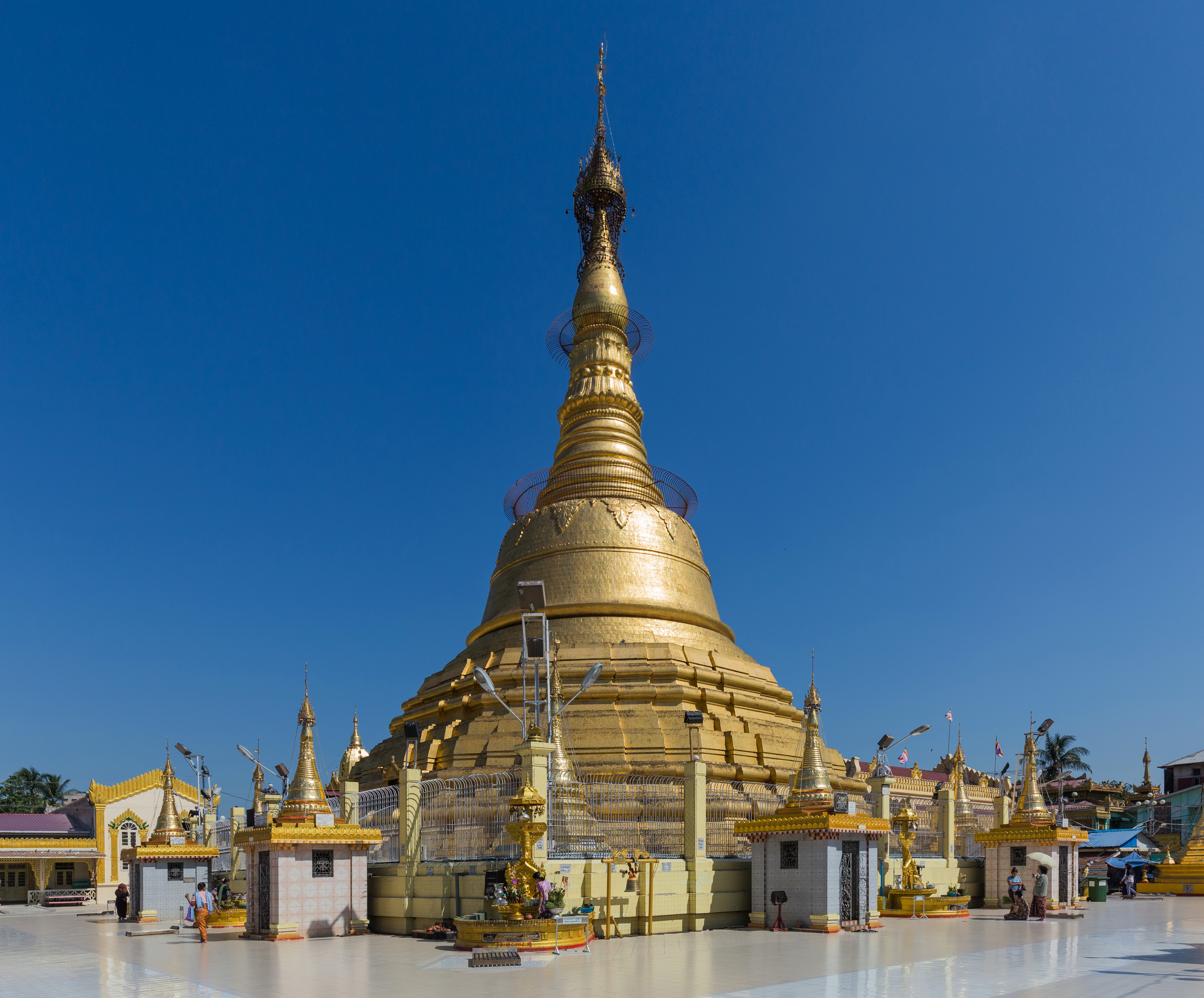
Az aranyozott sztúpa
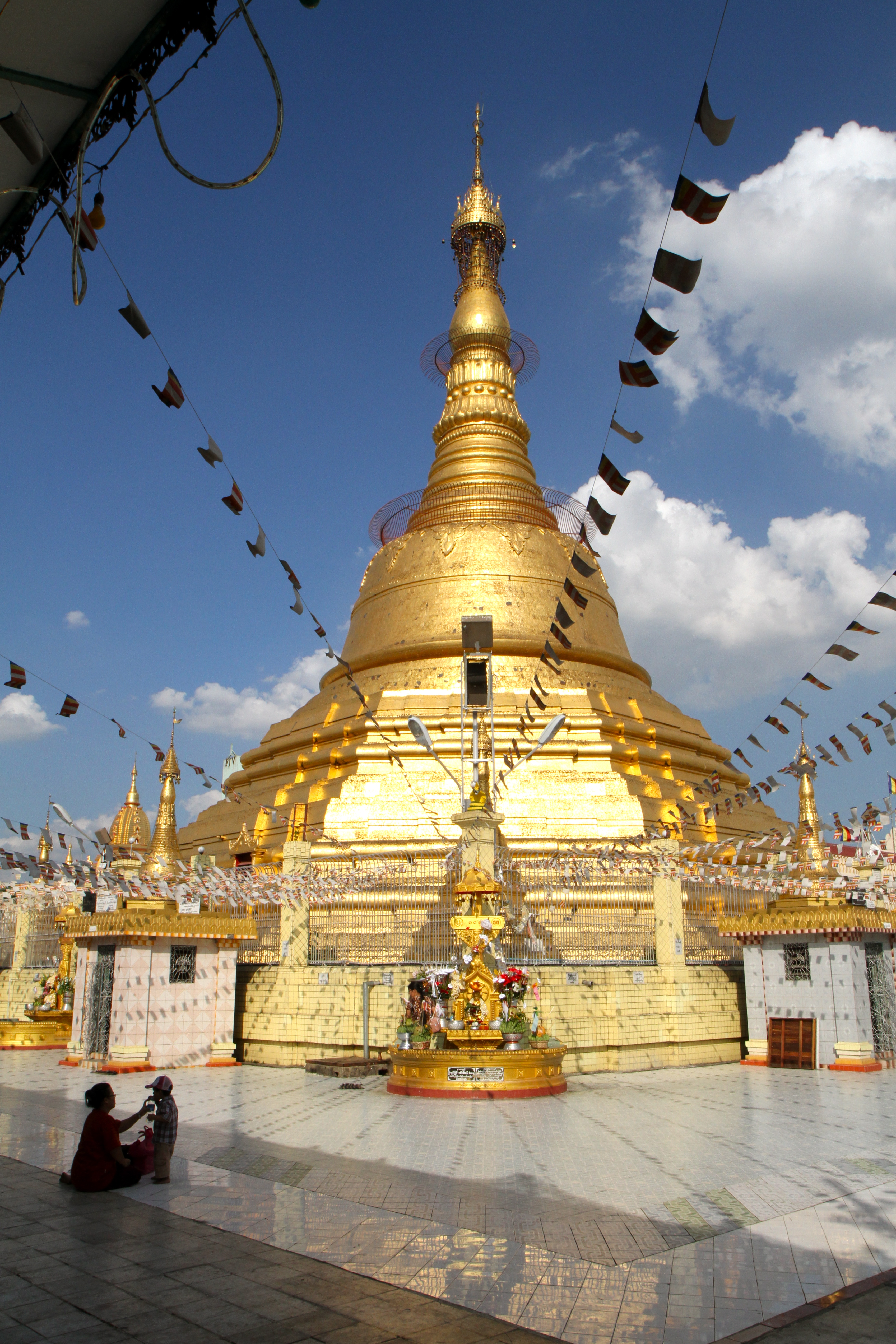
A központi sztúpa buddhista imazászlókkal
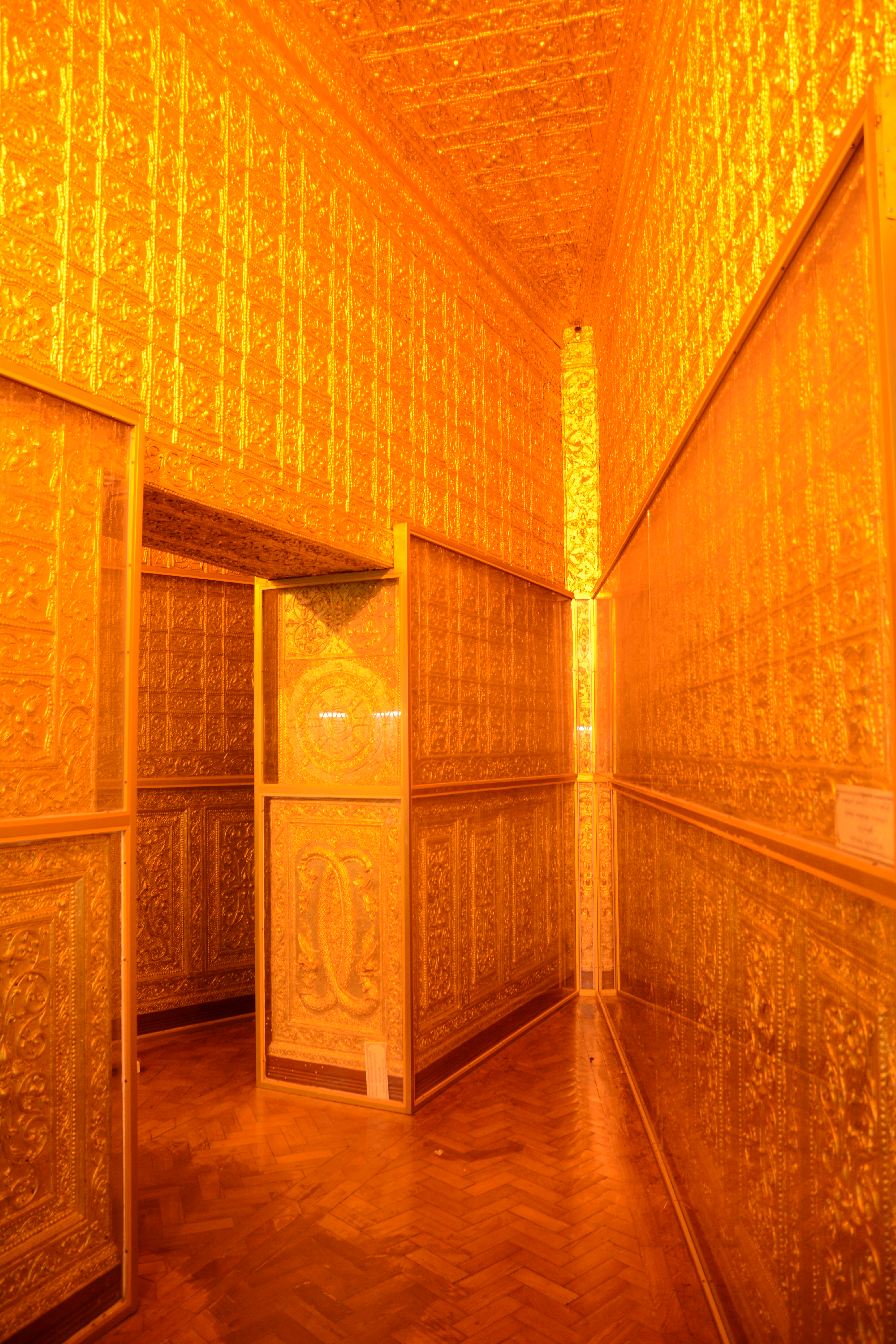
Gazdagon aranyozott folyosók a sztúpa belsejében
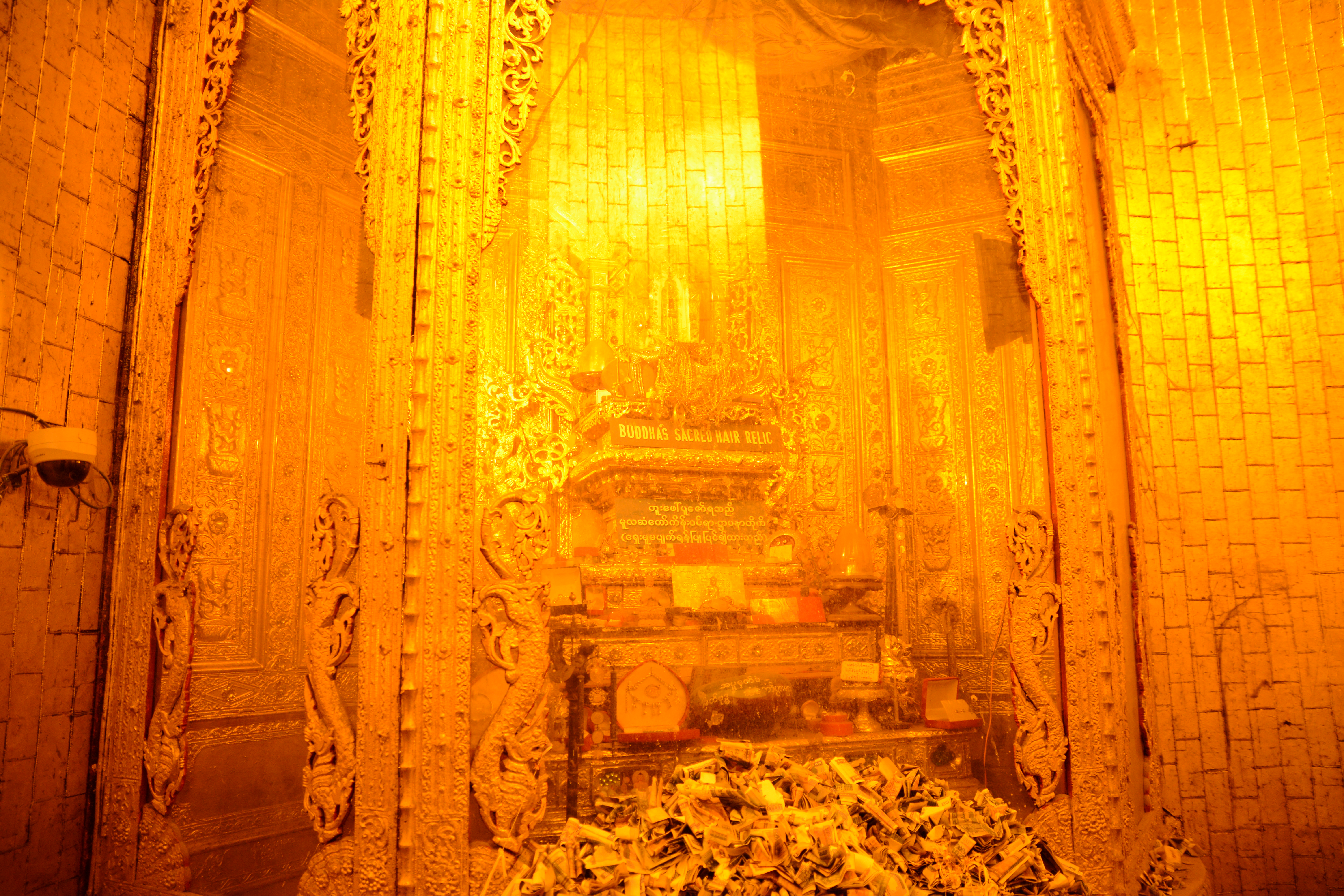
Buddha ereklyéi

## Fordítás
- Ez a szócikk részben vagy egészben  a   Botataung Pagoda című angol Wikipédia-szócikk ezen változatának fordításán alapul.  Az eredeti cikk szerkesztőit annak laptörténete sorolja fel. Ez a jelzés csupán a megfogalmazás eredetét és a szerzői jogokat jelzi, nem szolgál a cikkben szereplő információk forrásmegjelöléseként.